# Baia di Union
La baia di Union (Union Bay) si trova nell'Arcipelago di Alessandro Arcipelago Alexander) nell'Alaska sud-orientale (Stati Uniti d'America).

## Etimologia
L'origine del nome non è conosciuta. Il nome appare prima del 1880 su grafici cartacei.

## Geografia
La baia si trova sul lato nord-ovest della penisola di Cleveland (Cleveland peninsula) e divide lo stretto di Clarence (Clarence Strait) a sud dallo stretto di Ernest (Ernest Sound) più a nord ed è delimitata da due promontori:
- promontorio di Lemesurier (Lemesurier Point) 55°45′11″N 132°15′22″W - Il promontorio (penisola), con una elevazione di 31 metri, si trova all'entrata sud-ovest della baia di Union;
- promontorio di Magnetic (Magnetic Point) 55°47′18″N 132°11′16″W - Il promontorio, con una elevazione di 18 metri, si trova all'entrata settentrionale della baia di Union.

Nella baia si immettono i seguenti fiumi (le coordinate si riferiscono alla foce):
- fiume Cannery (Cannery Creek) 55°45′46″N 132°10′59″W - Il fiume, lungo pochi chilometri, sfocia nel nord della baia di Union;
- fiume Black Bear (Black Bear Creek ) 55°43′33″N 132°10′00″W - Il fiume, lungo 9,6 chilometri, sfocia nella parte più centrale della baia di Union ed è un emissario del lago Bear (Bear Lake).

Sulla baia si affacciano due rilievi montuosi:
- monte Burnett (Mount Burnett) 55°46′41″N 132°07′32″W - La montagna, alta 875 metri, si trova nella parte meridionale della penisola di Cleveland (Cleveland Peninsula) tra l'insenatura di Vixen (Vixen Inlet), a nord, e la baia di Union più a sud.
- monte South (South Mount) 55°44′29″N 132°08′22″W - La montagna, alta 919 metri, domina da est la baia di Union.

La baia si trova all'interno della Tongass National Forest.

## Altro
In testa alla baia si trova una grande laguna nella quale sfocia il fiume Black Bear (Black Bear Creek ). Le acque della baia sono profonde, ma c'è un ancoraggio con buona protezione sul lato est della baia. Una roccia con una profondità di 5,5 mentri si trova al centro dell'ingresso della baia a circa 4,0 km a nord di una roccia marina (Lemly Rock) vicina al promontorio di Lemesurier (Lemesurier Point).